# Smaragdina nigrosternum
Smaragdina nigrosternum es una especie de insecto coleóptero de la familia Chrysomelidae.
Fue descrita científicamente en 1999 por Erber & Medvedev.